# Một năm mới bình an
"Một năm mới bình an" là một bài hát được thu âm bởi ca sĩ kiêm sáng tác nhạc người Việt Nam Sơn Tùng M-TP. Được sáng tác bởi chính anh và được sản xuất bởi Nguyễn Đức Long và Cao Bá Hưng, bài hát được phát hành vào ngày 23 tháng 1 năm 2016, nhân dịp Tết Nguyên Đán 2016 với vai trò là đĩa đơn quảng bá cho nhà sản xuất điện thoại di động Oppo, sau này đã được thêm vào album tuyển tập đầu tay của Sơn Tùng M-TP, m-tp M-TP (2017).
Video âm nhạc của bài hát được phát hành dưới dạng một video lan truyền và được đăng tải trực tiếp trên kênh YouTube chính thức của Sơn Tùng M-TP, video có sự góp mặt của Chi Pu, Hồ Ngọc Hà và Tóc Tiên. Hiện video âm nhạc đã đạt hơn 95 triệu lượt xem trên YouTube.
Bài hát sau này trở thành một trong những bản nhạc tiêu chuẩn vào dịp Tết Nguyên Đán tại Việt Nam. Sau 6 năm phát hành, bài hát lần đầu tiên lọt vào hai bảng xếp hạng Billboard Vietnam Hot 100 và Billboard Vietnam Top Vietnamese Songs lần lượt với hai vị trí 15 và 13 vào Tết năm 2022.

## Sáng tác
Bài hát được đánh giá là mang màu sắc hoàn toàn mới, khác với những ca khúc Sơn Tùng từ sáng tác trước đây. Bản phối ca khúc được pha trộn chất liệu nhạc điện tử với tiếng đàn tì bà truyền thống, với phần nhạc cụ dân tộc do Cao Bá Hưng sản xuất. Sơn Tùng M-TP cho biết ca khúc được anh viết trong thời gian chuẩn bị cho chuyến lưu diễn M-TP Ambition – Chuyến bay đầu tiên tại Hà Nội.
"Khi viết ca khúc này, Tùng đặt mình vào khung cảnh của bài, dùng những trải nghiệm của mình về những cái tết ở tuổi thơ để vẽ nên một không khí chân thực nhất. Chúng ta ai cũng có một quê hương, một gia đình thiêng liêng để trở về sau một năm làm việc tất bật."

## Bảng xếp hạng
| Bảng xếp hạng (2022)                 | Vị trí cao nhất |
| ------------------------------------ | --------------- |
| Việt Nam (Billboard Vietnam Hot 100) | 15              |
| Việt Nam (Top Vietnamese Songs)      | 13              |